# تخت‌کفل
تَخت‌کَفَل (نام علمی:  Planicoxa venenica) نام یک سرده از راسته پرنده‌کفلان است.